# Hendrik Joan Drossaart Lulofs
Hendrik Joan Drossaart Lulofs (Amersfoort, 22 aprile 1906 – Delft, 21 ottobre 1998) è stato un filologo classico e storico della filosofia olandese.
Nel 1971 fondò il progetto Aristoteles Semitico-Latinus.

## Biografia
Hendrik Joan Drossaart Lulofs si laureò in teologia all'Università di Leida nel 1931. Successivamente, si dedicò allo studio della filologia classica, superando nel 1938 il doctoraalexamen che nei Paesi Bassi dà diritto al titolo di Doctorandus. Dal 1938 al 1961 insegnò lingue antiche, storia antica ed ebraico presso le scuole superiori dell'Aia, Amersfoort ed Emmen. A Emmen fu per 14 anni collega del filologo classico Leendert era Gerrit Westerink. Nel luglio 1943 Drossaart Lulofs conseguì il dottorato presso l'Università di Utrecht con la dissertazione intitolata Aristoteles, De somno et vigilia liber adiectis veteribus translationibus et Theodori Metochitae commentario. Dal 1961 al 1966 fu ricercatore associato presso l'Università di Leida dove si occupò di Aristotele finché nel '67 ottenne la cattedra di filosofia antica all'Università di Amsterdam. Nello stesso anno entrò a far parte della Königlich Niederländische Akademie der Wissenschaften. Nel '76 avvenne il suo pensionamento, sebbene egli avesse continuato il proprio lavoro scientifico fino agli ultimi anni della sua vita.

## Attività scientifica
Drossaart Lulofs si focalizzò sugli scritti del filosofo Aristotele e la loro trasmissione durante il Medioevo non solo in latino, ma anche in siriaco, arabo ed ebraico (già a partire dalla sua dissertazione sullo scritto De somno et vigilia e sulle sue traduzioni più antiche e sul commento di Teodoro Metochita). In tale contesto, prese in esame anche Platone (in merito alla traduzione del Fedone da parte di Enrico Aristippo) e Teofrasto. Nei suoi progetti filologici ed editoriali, Drossaart Lulofs collaborò spesso con altri studiosi come il filosofo italiano Lorenzo Minio-Paluello (1907–1986), esiliato in Inghilterra, o lo studioso arabo olandese Jan Brugman (1923–2004). Dedicò particolare impegno al De generatione animalium, di cui curò infine un'edizione critica per la collana Oxford Classical Texts, nonché della sua traduzione in latino da parte di Guglielmo di Moerbeke e della raduzione in arabo, che è comunemente ed erroneamente attribuita a Yahya ibn al-Bitriq. Un altro punto focale erano gli scritti greci di Nikola di Damasco Sulla filosofia di Aristotele (conservato solo in siriaco) e Sulle piante (cinque traduzioni in arabo e latino). 
Nel 1971 Drossaart Lulofs fondò il sottoprogetto Aristotele Semitico-latinus all'interno del Corpus philosophorum medii aevi, gestito dall'Union Académique Internationale, in collaborazione con Minio-Paluello, che all'epoca era a capo del progetto editoriale Aristotele Latinus (che diresse dal 1947 al 1972).

## Opere
- (a cura di): Aristoteles, De somno et vigilia liber adiectis veteribus translationibus et Theodori Metochitae commentario. Proefschrift Utrecht 1943.
- Lorenzo Minio-Paluello (a cura di, con H. J. Drossaart Lulofs): Platonis Phaedo interprete Henrico Aristippo. Warburg Institute, Londra 1950 (Corpus Platonicum Medii Aevi: Plato Latinus, Raymond Klibansky, vol. II). Recensione di Werner Jaeger, online.
- (a cura di ): Aristotelis De generatione animalium. Clarendon Press, Oxford 1965.
- (Hrsg.): Nicolaus Damascenus, On the philosophy of Aristotle. Fragments of the first five books translated from the syriac with an introduction and commentary. Brill, Leiden 1965 (Philosophia antiqua, 13). Photomechanical reprint with additions and corrections, 1969.
- (a cura di ): De generatione animalium. Translatio Guillelmi de Moerbeka. Desclée de Brouwer, Brügge 1966 (Aristoteles Latinus, XVII.2, V).
- (a cura di, J. Brugman): Aristotle, Generation of animals. The Arabic translation commonly ascribed to Yahya ibn al-Bitriq. Edited with introduction and glossary. Brill, Leida 1971.
- (a cura di, con E. L. J. Poortman): Nicolaus Damascenus, De plantis. Five translations. North-Holland, Amsterdam 1989 (Aristoteles Semitico-latinus).
- Aafke M. I. Van Oppenraaij (Hrsg.): Aristotle, De Animalibus. Part three, Books XV-XIX: Generation of animals. Traduzione dall'arabo al latino di Michael Scott e indice relativo al De generatione animalium a cura di H. J. Drossaart Lulofs. Brill, Leida 1992.